# Amelora
Amelora är ett släkte av fjärilar. Amelora ingår i familjen mätare.

## Bildgalleri

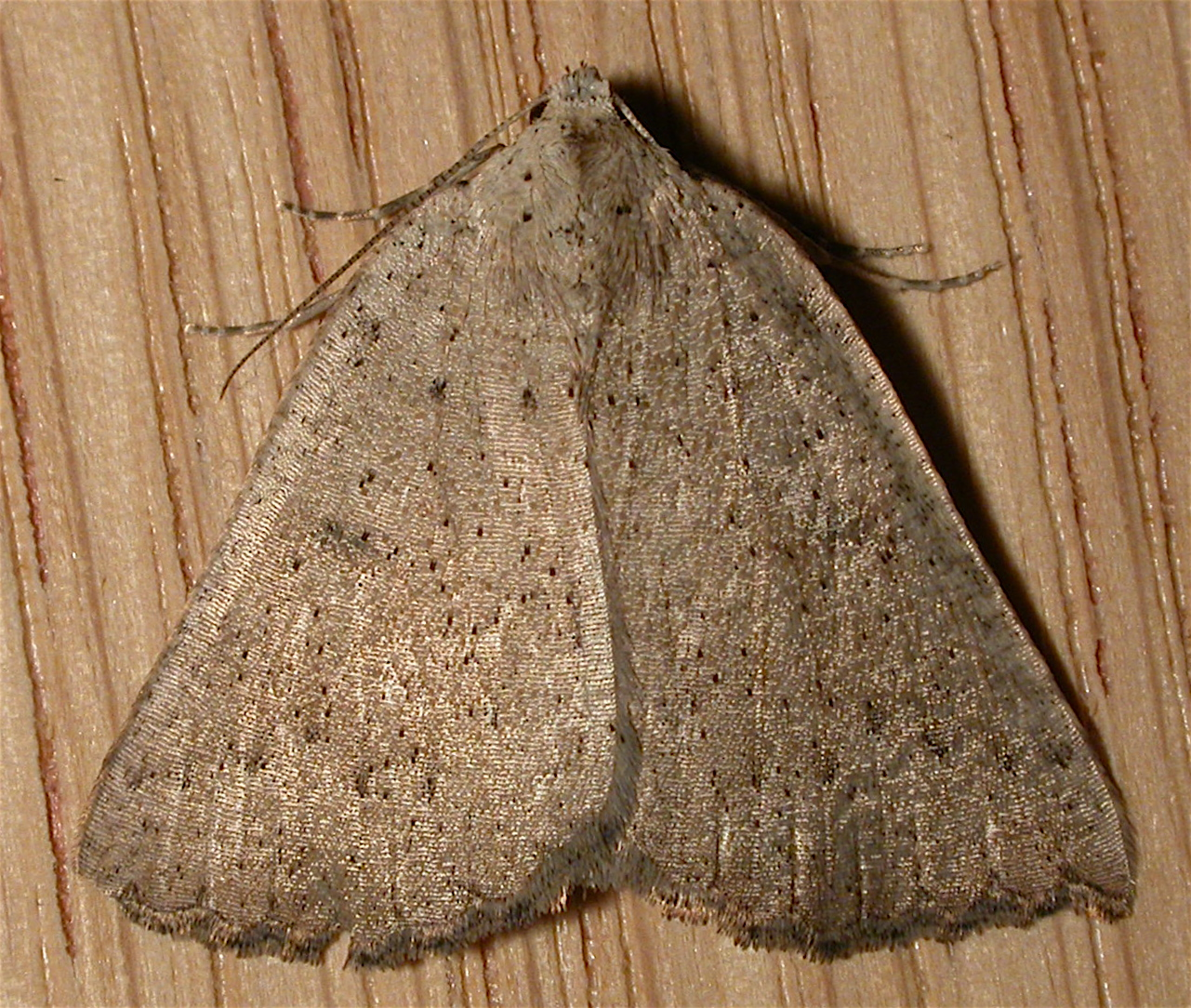

## Dottertaxa tillAmelora, i alfabetisk ordning[1]
- Amelora adusta
- Amelora amblopa
- Amelora anepiscepta
- Amelora anthracica
- Amelora anthracocentra
- Amelora arotraea
- Amelora australis
- Amelora belemnophora
- Amelora belophora
- Amelora camptodes
- Amelora catacris
- Amelora ceraunia
- Amelora chordata
- Amelora conia
- Amelora crenulata
- Amelora cryphia
- Amelora crypsigramma
- Amelora cyclocentra
- Amelora delogramma
- Amelora demistis
- Amelora fucosa
- Amelora goniota
- Amelora idiomorpha
- Amelora leucaniata
- Amelora lithopepla
- Amelora macarta
- Amelora mesocapna
- Amelora milvaria
- Amelora neurogramma
- Amelora oenobreches
- Amelora oncerodes
- Amelora oritropha
- Amelora oxytona
- Amelora pachyspila
- Amelora pentheres
- Amelora rhyncophora
- Amelora sparsularia
- Amelora suffusa
- Amelora synclera
- Amelora thegalea
- Amelora ubidistis
- Amelora vittuligera
- Amelora zophopasta